# Antoine-Louis Barye
Antoine-Louis Barye (Paris, 24 de setembro de 1796 - idem, 25 de junho de 1875) foi um escultor francês.

## Carreira
Assim como a maioria dos escultores da Era Romântica ele começou sua carreira como ourives. Começou a estudar na École des Beaux Arts em 1818, mas foi só em 1823 que descobriu sua verdadeira vocação, ao principiar seus estudos em desenho e modelagem de esculturas em escala reduzida.
É considerado um dos principais artistas em representação de animais da escola francesa, com esculturas como "Le Lion au serpent" ("O leão e a serpente") e "Thésée et le Minotaure" ("Teseu e o minotauro").

## Galeria

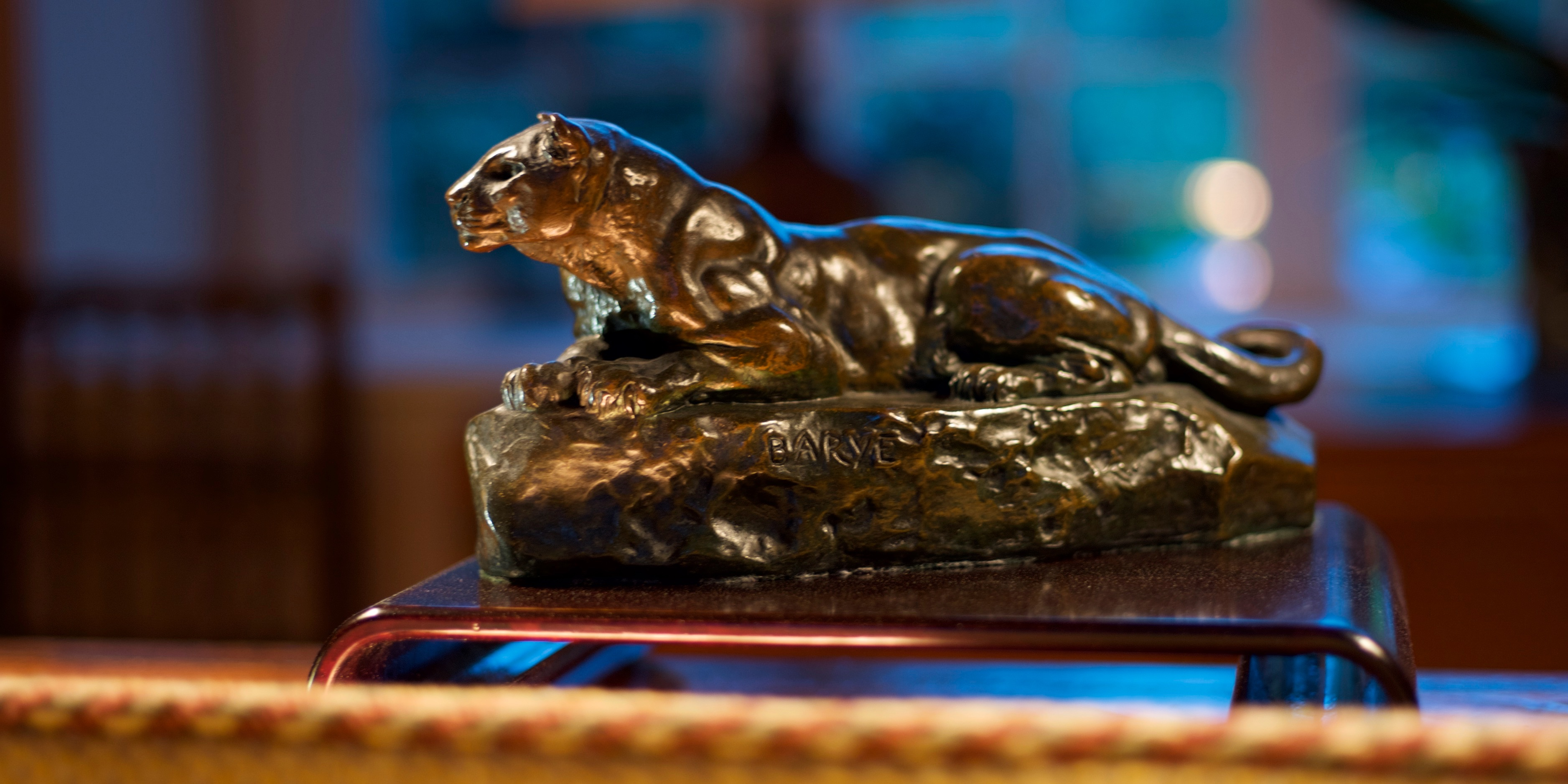
Escultura de bronze de Antoine-Louis Barye: “A Pantera de Túnis”
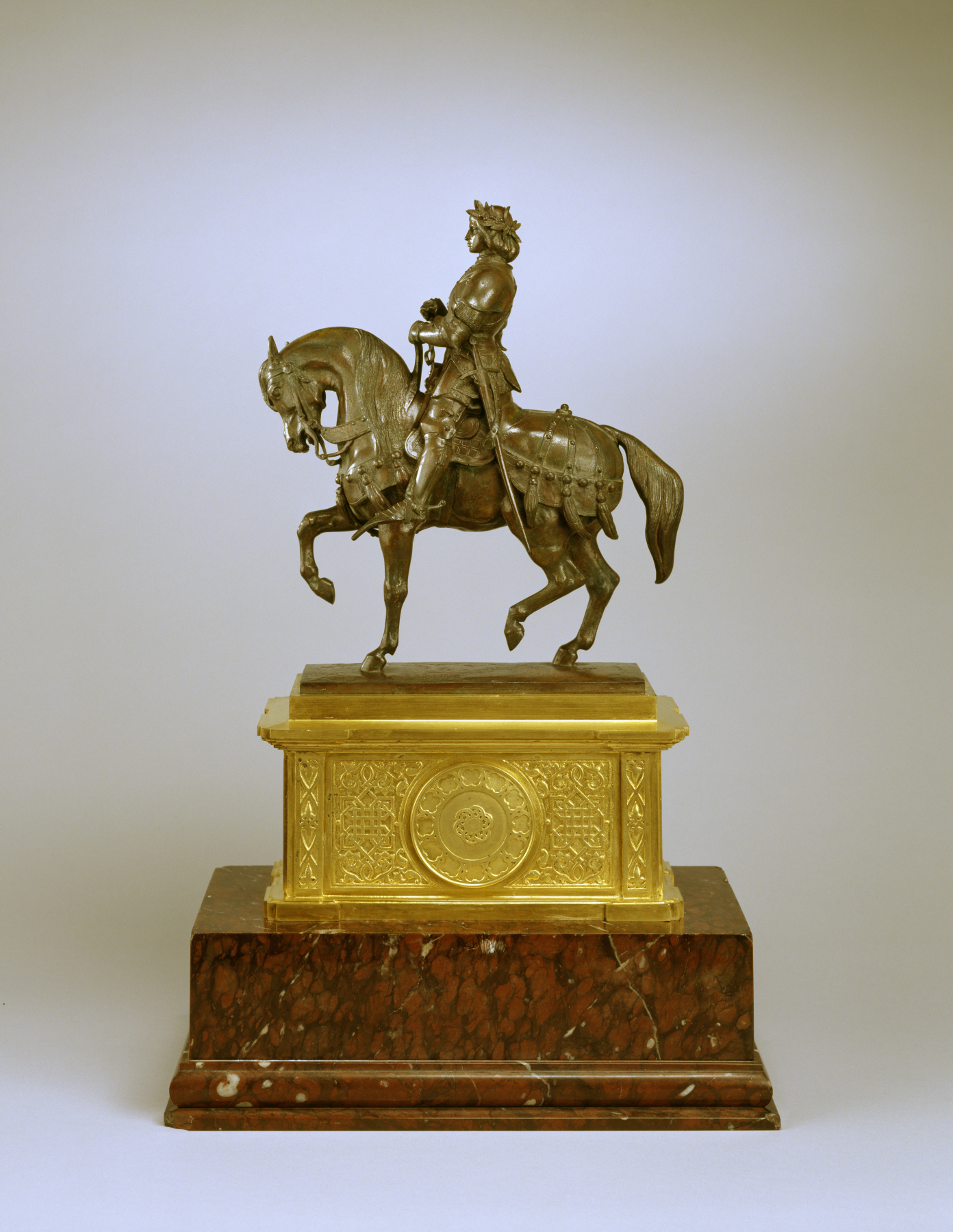
Carlos VII, o Vitorioso. O Museu de Arte de Walters
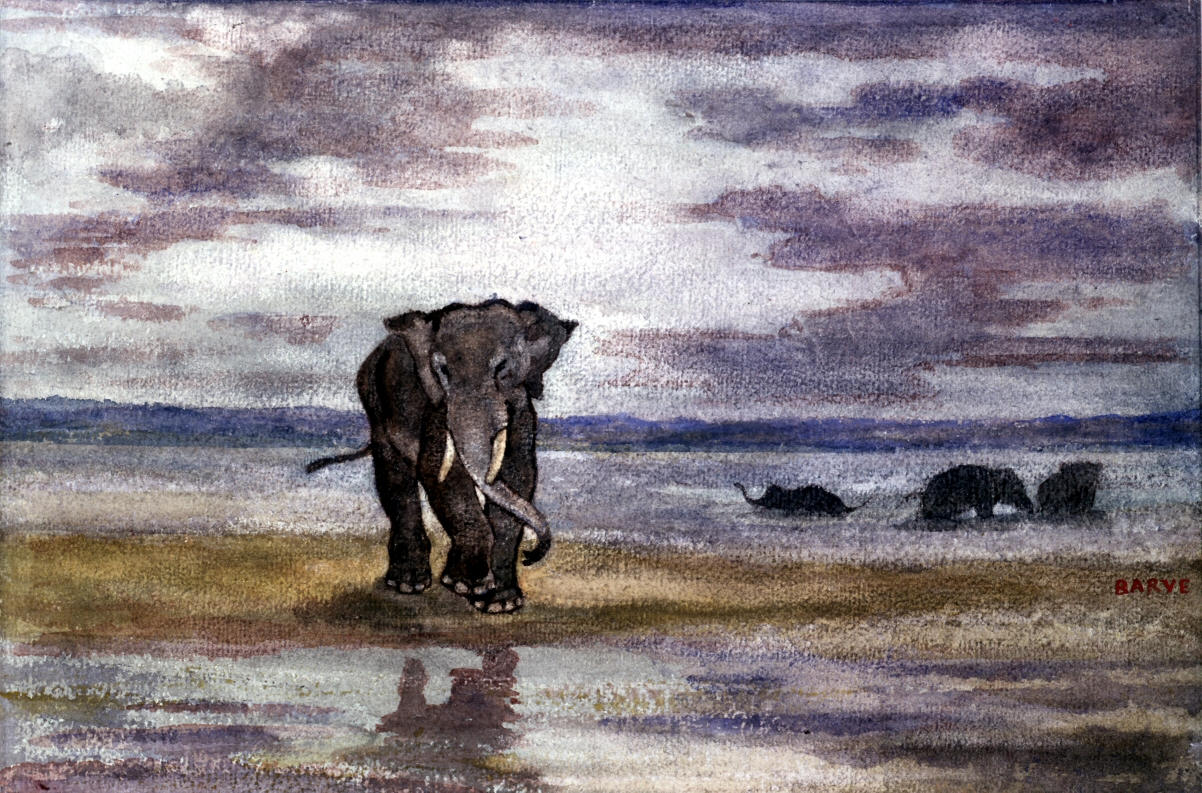
Elefantes na água. O Museu de Arte de Walters
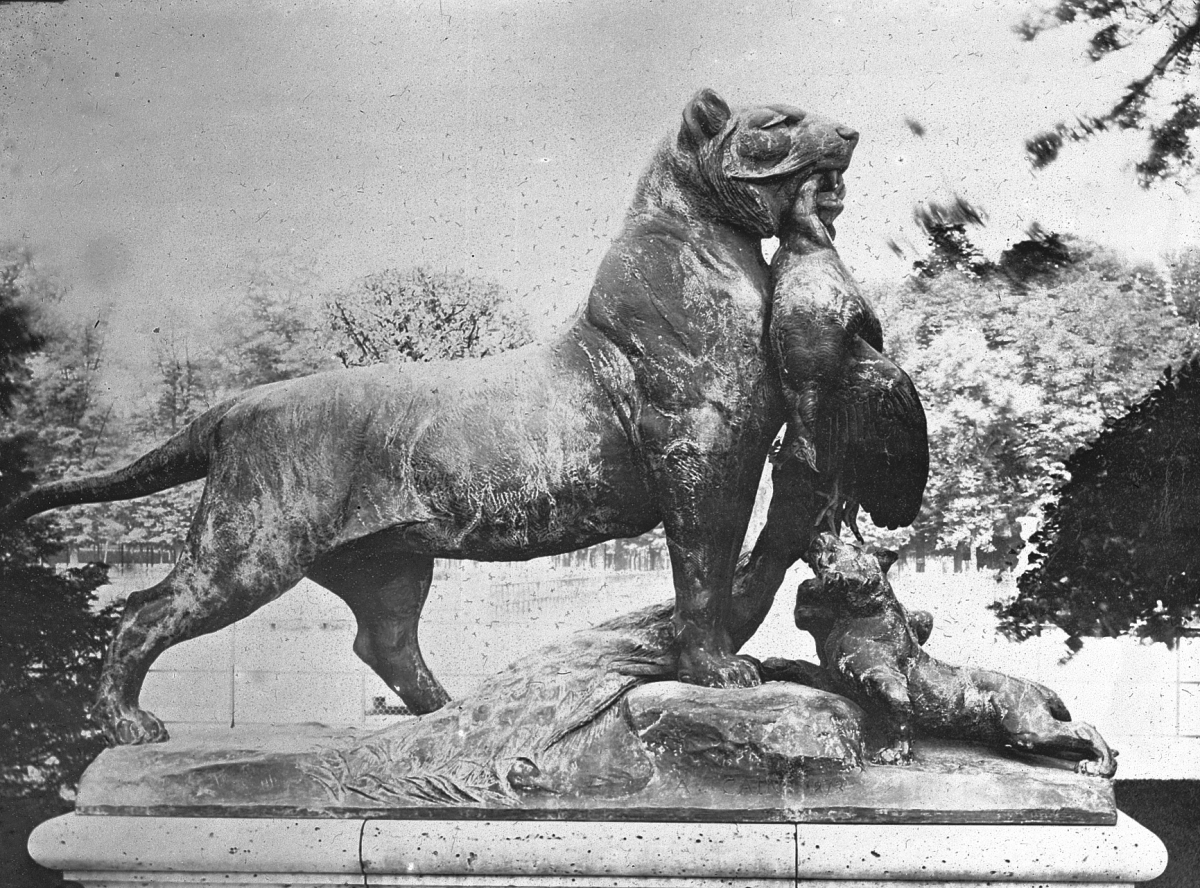
Paris, França. Estátua do tigre. Arquivos do Brooklyn Museum, Goodyear Archival Collection
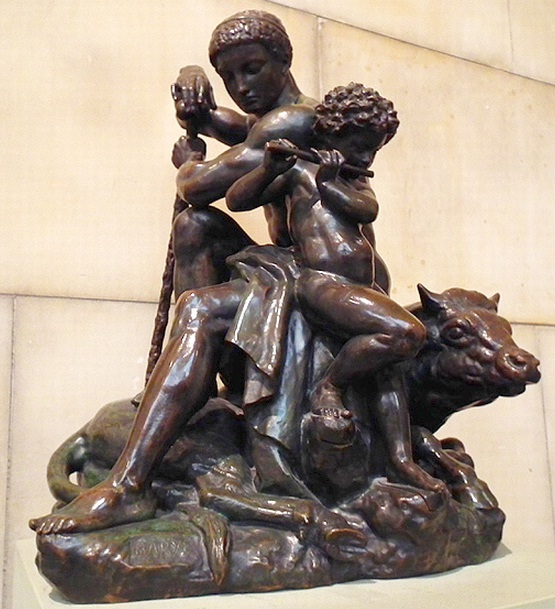
Hércules sentado em um touro, 1830 (Museu Nacional, Varsóvia)
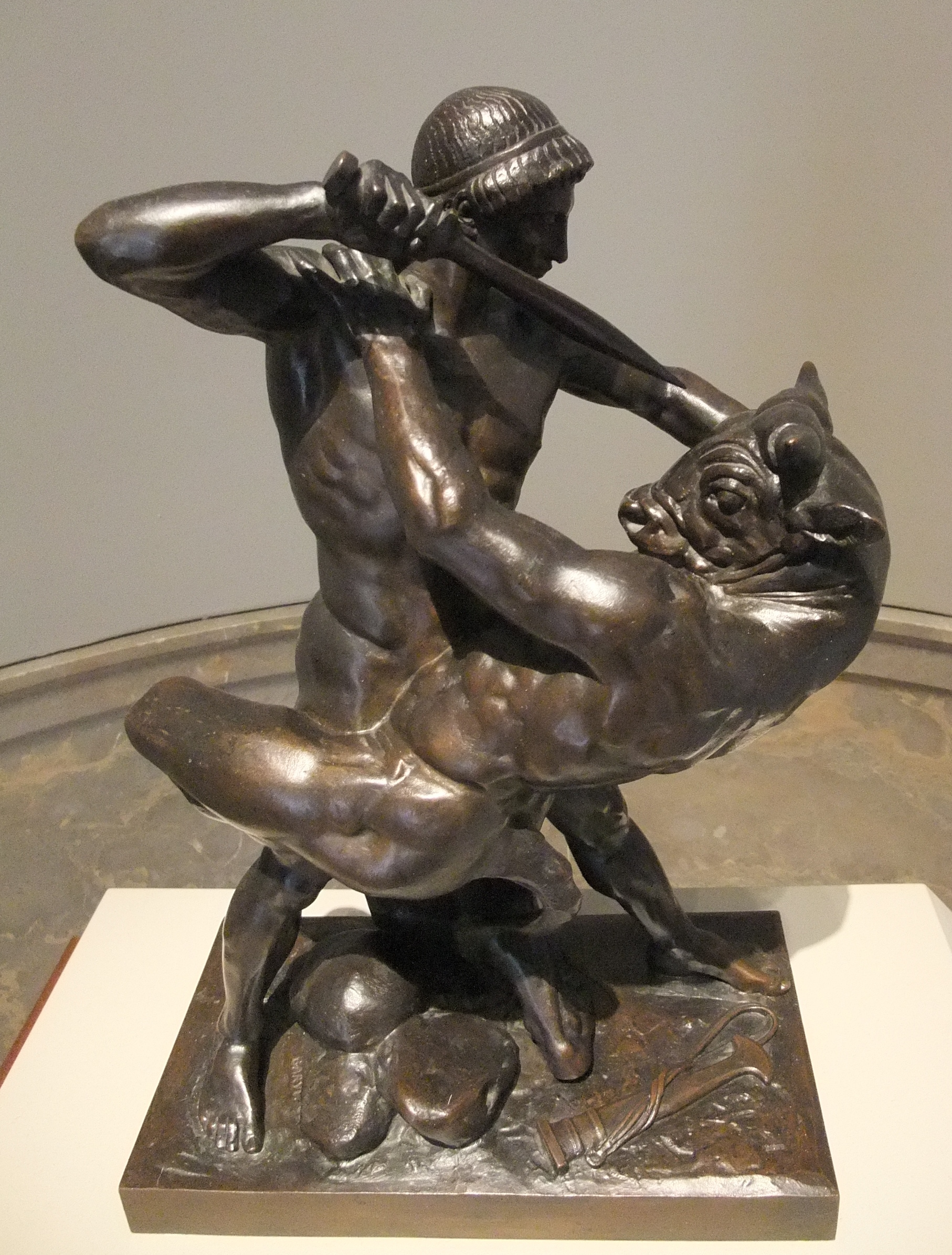
Teseu e o Minotauro, 1843 (Museu de Arte de Baltimore)
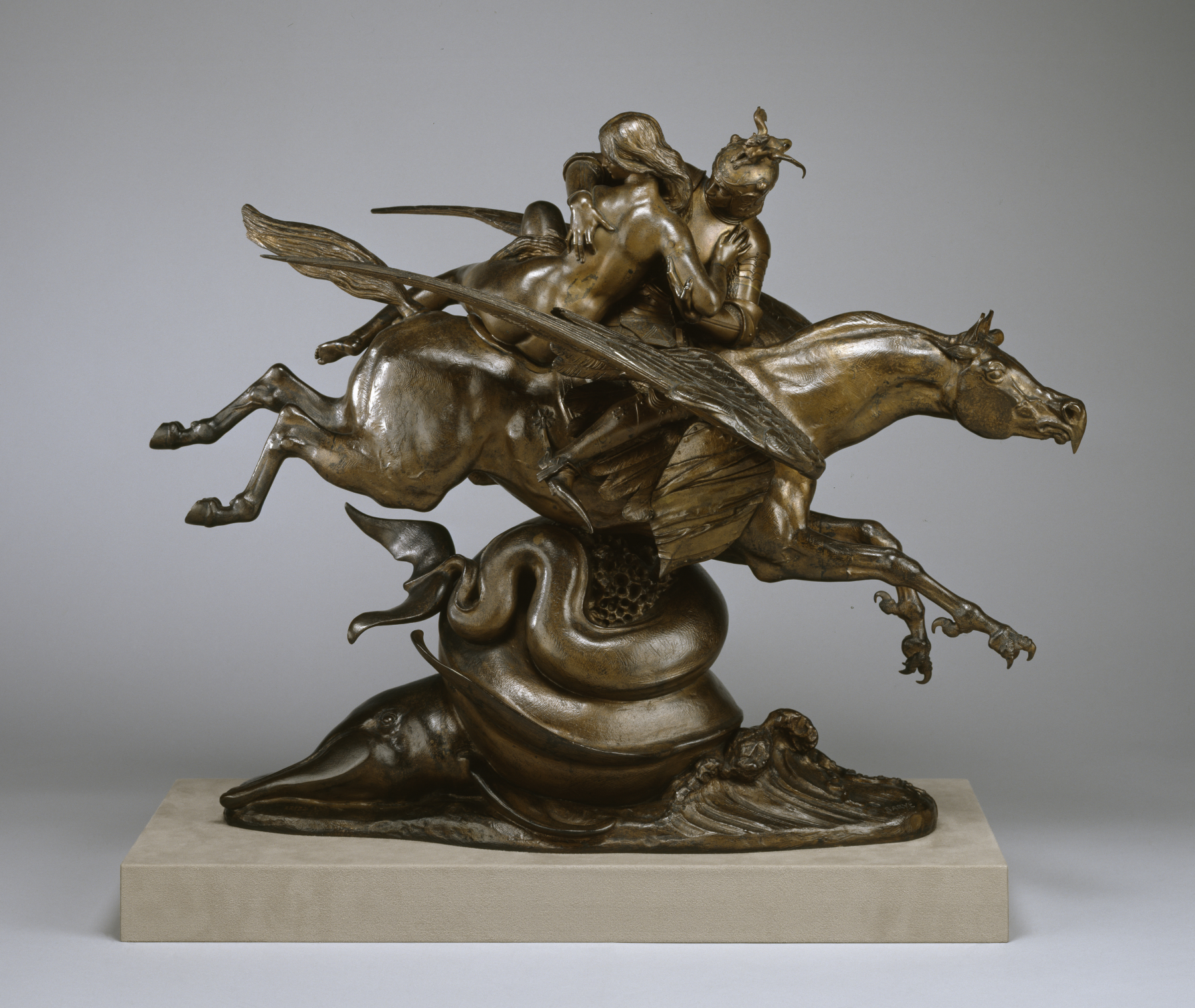
Roger e Angélica montados no hipogrifo, 1846 (Walters Art Museum)
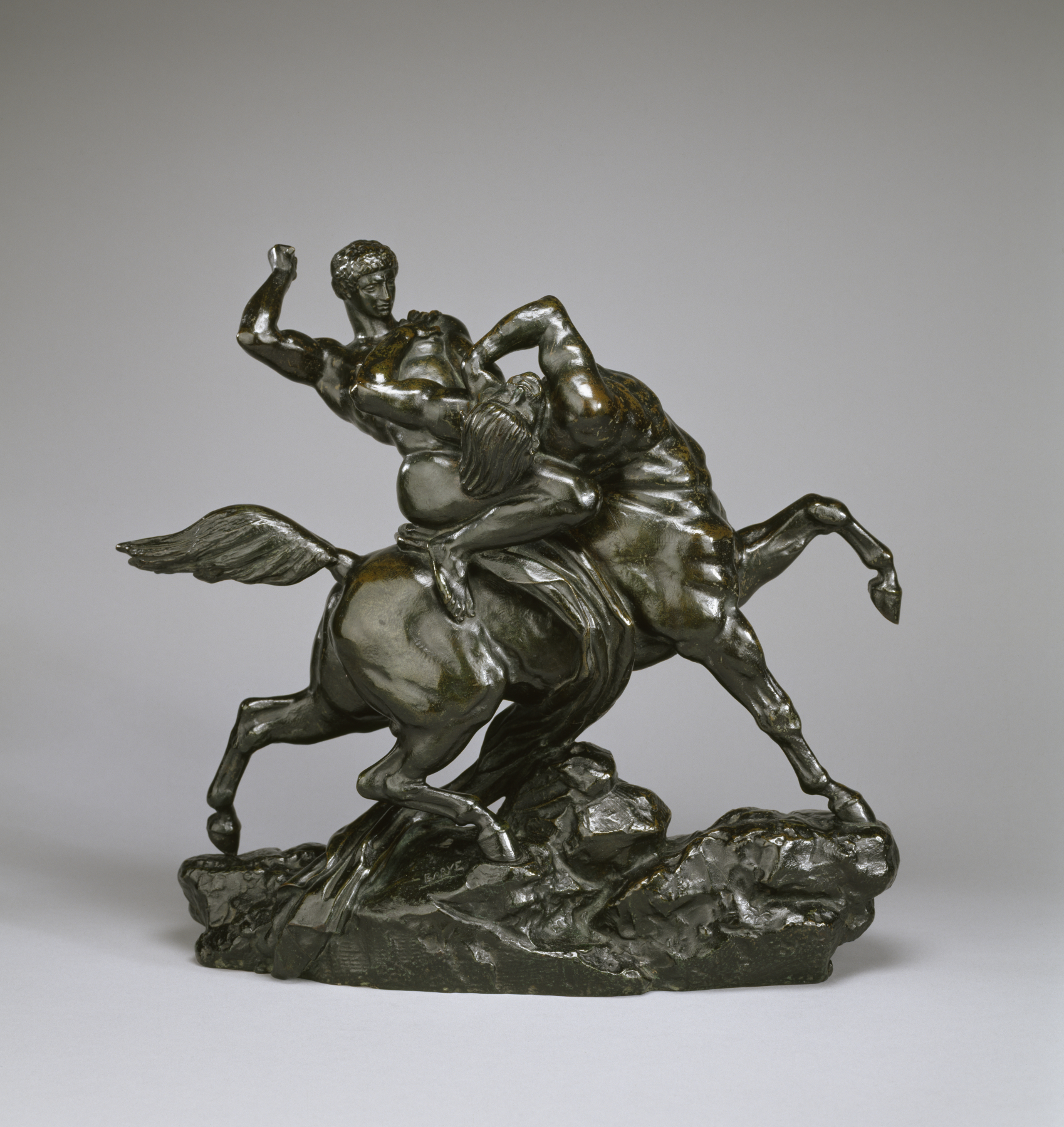
Lápita Combatendo um Centauro, 1848
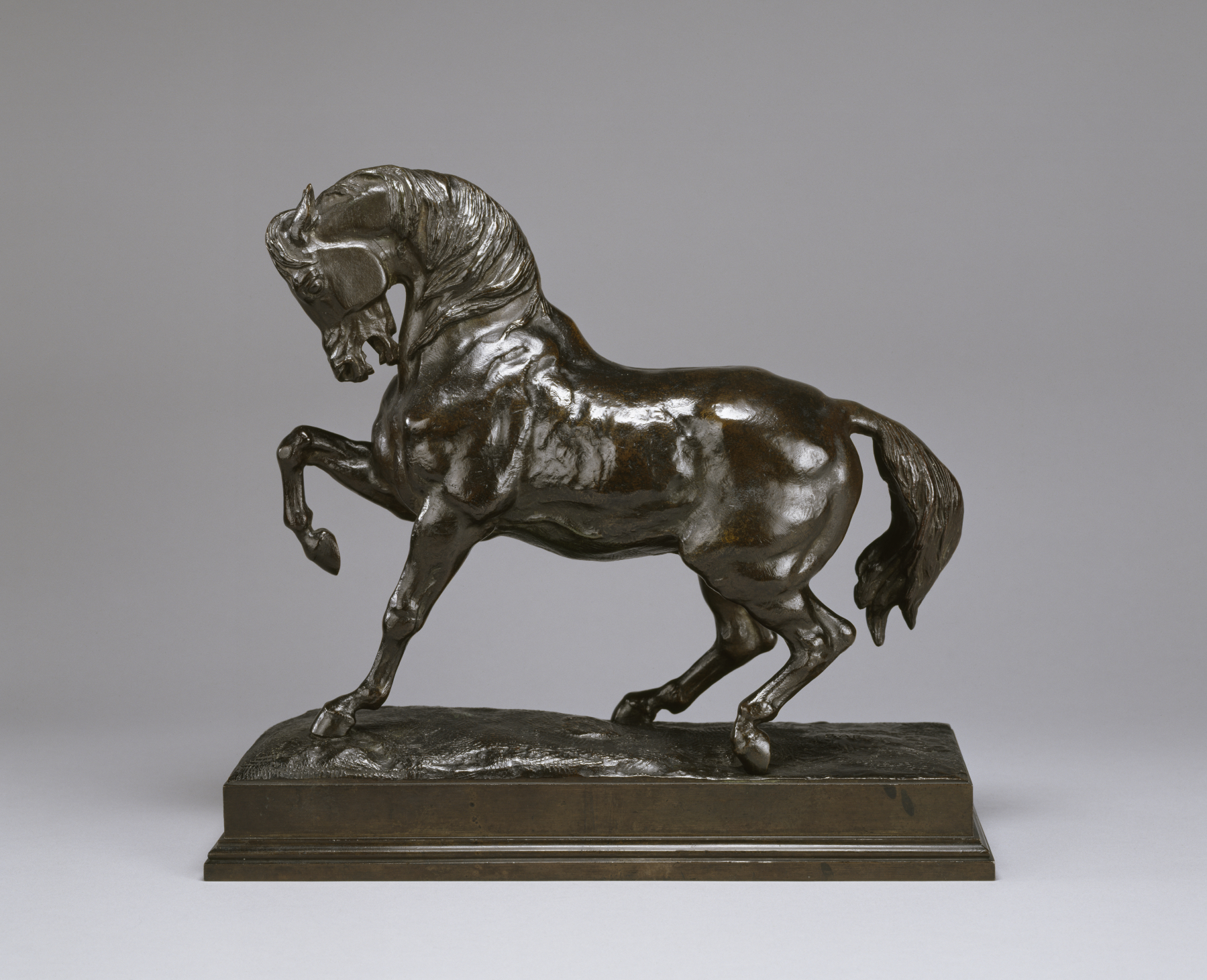
Cavalo turco, nº 2, modelado c. 1844 (Walters Art Museum)
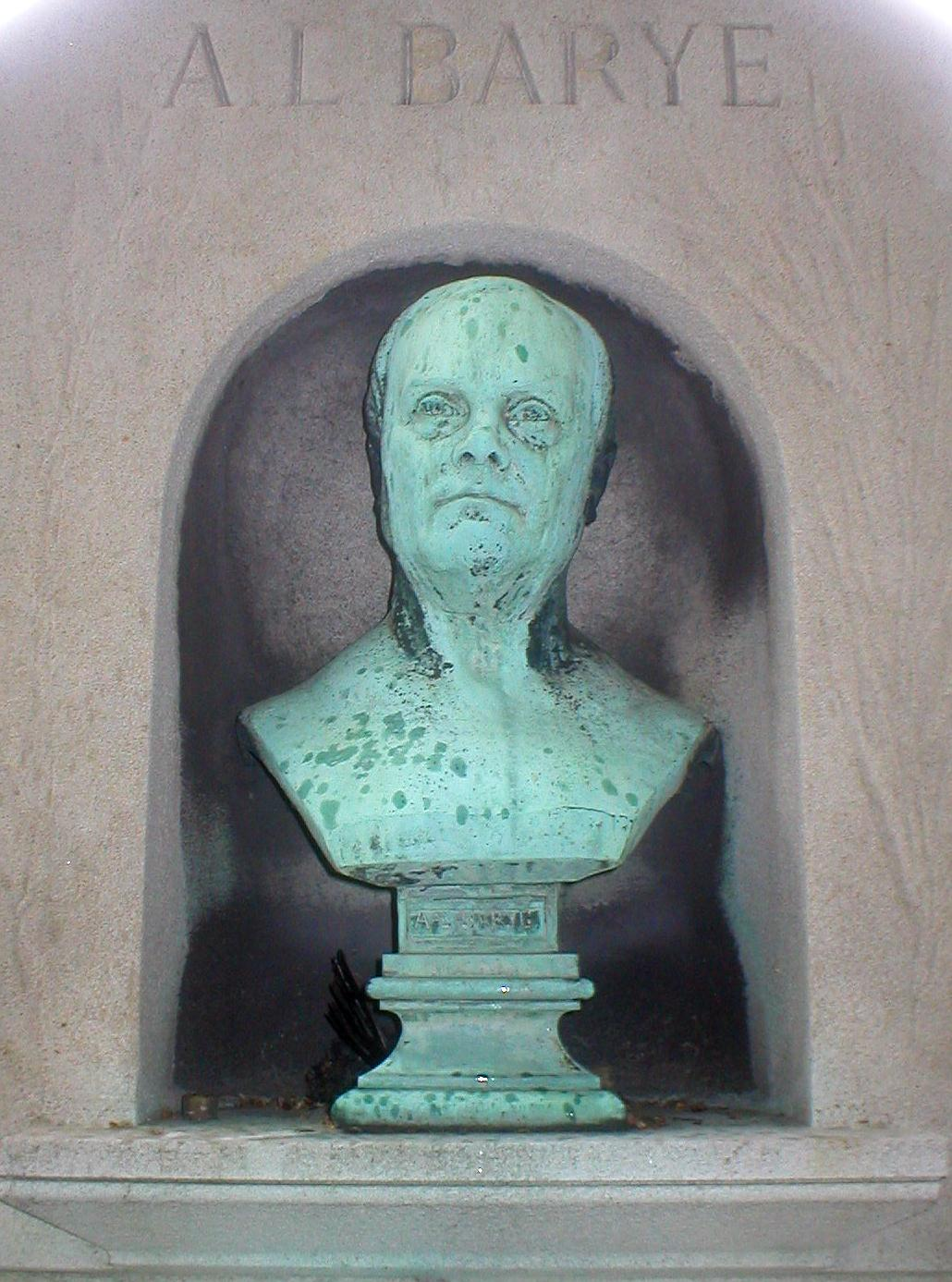
Tumba e busto de Antoine-Louis Barye no cemitério Père Lachaise
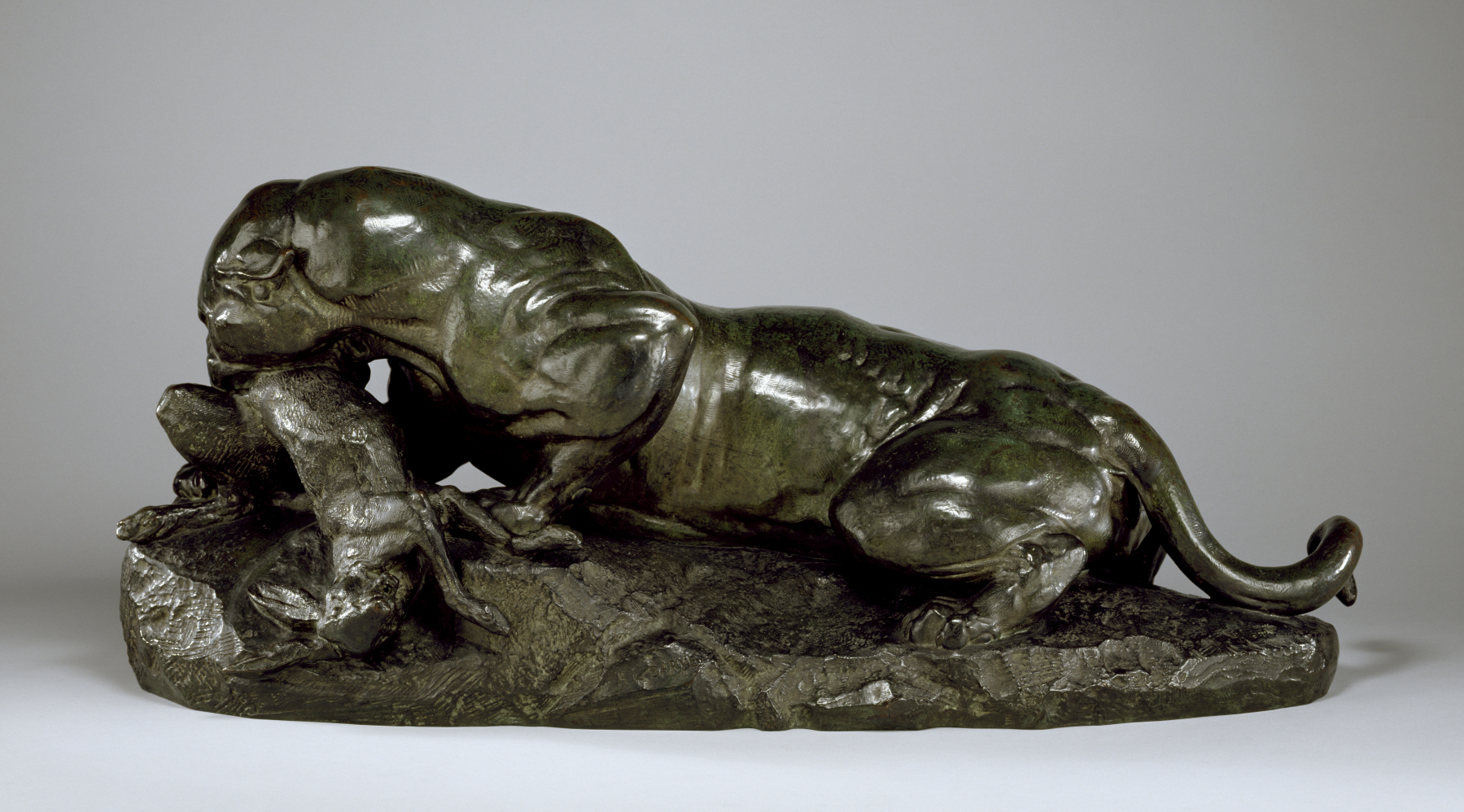
Jaguar Devouring a Hare, 1850 (Walters Art Museum)